# Последний Мессия
Последний Мессия (норв. Den sidste Messias) — эссе, опубликованное в 1933 Петером Цапффе. Считается одним из самых значимых его сочинений, также является обобщением выводов его книги «О трагическом» и теоретическим переосмыслением идей Фридриха Ницше о сверхчеловеке.
Цапффе полагал, что экзистенциальная тоска есть результат чрезмерно развитого интеллекта, и что люди преодолевают это через «искусственное ограничение содержания сознания».

## Средства от страха жизни
В «Последний Мессия» (1934) Цапффе дает список того как люди прячутся от реальности: 
- Изоляция является первым способом, который Цапффе описал как «полнейшее отстранение от всех тревожных и разрушительных мыслей и чувств» и цитирует «Не надо думать, это лишь запутывает» как пример.
- Якорение (Закрепление), как полагает Цапффе, есть «закрепление внутренних точек, конструирование стен вокруг, нестабильная борьба сознания». Механизм фиксации предоставляет людям некую абсолютную ценность или идеал, который позволяет им сфокусироваться на определении согласованных между собой убеждений. Цапффе сравнивал этот механизм с идеей «лжи жизни» (англ. life-lie) норвежского драматурга Генрика Ибсена в драме «Дикая утка», где семья достигла приемлемого modus vivendi, игнорируя скелеты и позволяя каждому жить в собственном мире грез. Цапффе также применяет принцип фиксации и к обществу, он заявил, что «Бог, Церковь, государство, мораль, судьба, законы жизни, люди, будущее» — все это является основным «зафиксированным» коллективным небосводом. Он отметил изъяны в принципиальной способности должным образом прийти к условиям человеческого существования, предупредил против отчаяния, которое может быть спровоцировано обнаружением ложности одного из «якорей фиксации». Ещё одним недостатком эффекта фиксации являются противоречия между якорями, которые, как утверждал Цапффе, приведут только к деструктивному нигилизму[1].
- Отвлечение проявляется, когда «каждый ограничивает внимание только в пределах самых важных точек через постоянное эмоциональное увлечение»[1]. Отвлечение должно сфокусировать всю энергию на какой-либо задаче или идее для предотвращения исключительного внимания разума на себя.
- Сублимация есть перенаправление энергии от негативного к позитивному (социально приемлемые цели).

### Развитие идей в «О трагическом» (1941)
Цапффе развивает способы отвлечения человека в шестой главе книги (§51 и 59).
Как отмечает Сильвия Серафимова в своей статье «Conspiracy Against Humanity’: Is Peter Wessel Zapffe an Anti-natalist» , те способы отвлечения, что описал Цапффе в «Последнем Мессии» были развиты или переосмыслены в его следующей работе «О трагическом»:

- В эссе «Последний Мессия» изоляция описывается как «полностью произвольное исключение из сознания всех тревожных и разрушительных мыслей и чувств» , тогда как в монографии «О трагическом» она определяется лишь как одна из множества тактик для борьбы с реальностью. Цапффе утверждает, что отвлечение внимания является одним из самых популярных механизмов защиты. Это способ «постоянного увлечения» внимания впечатлениями, но также может проявляться как «тактика жизни в высшем обществе»
- Под «якорением» Цапффе понимает «фиксацию точек внутри или строительство стен вокруг хаоса сознания. Хотя обычно это происходит неосознанно, оно также может быть полностью осознанным (человек "принимает цель")». В монографии «О трагическом» Запффе рассматривает реальное и воображаемое якорение. Он подчёркивает, что многие воображаемые формы не выполняют функции фиксации. Многочисленные аспекты проблемы усугубляются тем фактом, что формирование фиксаций имеет различное влияние во времени. Индивид может в большей или меньшей степени зависеть от своего якорения: он может иметь более или менее значительную фиксацию и защитное поведение, чтобы обдумывать или отказаться от своих якорных благ. В свою очередь, другие воображаемые импульсы фиксаций, которые напоминают гильдийские, частично коллективные, частично более индивидуализированные, продолжают некоторые реальные атрибуты, такие как природа, раса и т.д.
- В то время как в эссе «Последний Мессия» сублимация представляется как «преобразование, а не подавление», в монографии «О трагическом» она определяется как имеющая более высокую ценность для культурных устремлений. Это процесс, благодаря которому часть проблемы с ограниченной энергией высвобождается некоторыми обходными путями.

## Последний мессия
Цапффе пришел к выводу, что «пока человечество опрометчиво пребывает в роковом заблуждении быть биологически обреченным для триумфа, ничто существенное не изменится». До прихода сверхчеловека человечество будет получать все больше и больше отчаяния. 

## Влияние
«Последний Мессия» сильно повлиял на Томаса Лиготти. В своей книге «Заговор против человеческой расы»(2010) Лиготти развивает идеи Цапфе, добавляя к ним элементы радикального пессимизма и ужаса. Томас Лиготти увидев в «Последнем Мессии» утверждение антинаталистичего начала развивает эту идею. Он утверждает, что сознание — это катастрофа для человека, и что сама жизнь представляет собой ошибку природы, поскольку существование приносит больше страданий, чем счастья. Лиготти идет дальше, утверждая, что осознание этой истины приводит к полному нигилизму, где любые попытки найти смысл жизни оказываются иллюзорными и бесполезными. 
Однако Сильвия Серафимова считает, что Лиготти не верно понял Цапффе, в частности из-за того, что не был знаком с его книгой «О трагическом» (Перевод на английский язык был издан в 2024 году). В своей статье «Conspiracy Against Humanity’: Is Peter Wessel Zapffe an Anti-natalist» она очень подробно излагает рассматривает вопрос о том, был ли Цапффе антинаталистом.
Монография Владислава Константиновича Педдера «Опыт трагического» посвящена творчеству Петера Весселя Цапффе. Работа переосмысливает и развивает философские идеи Цапффе в контексте современной мысли.

## Издание на русском языке
На русском языке эссе впервые вышло в 2014 году в сборнике «МАНИФЕСТ. Современность глазами радикальных утопистов» издательства «Опустошитель» в переводе Антона Тимохина.. 
В июне 2025 года текст был переиздан в книге «Последний Мессия / Я выбираю истину» издательства «Тотенбург» в переводе Владислава Педдера. Сборник включает эссе «Последний Мессия» Петера Весселя Цапффе и философский диалог «Jeg velger sannheten» (Oslo, 1983) с участием Цапффе, Германа Тённессена и Арне Нæсса.